# David Eckstein
Pour les articles homonymes, voir Eckstein.
David Mark Eckstein (né le 20 janvier 1975 à Sanford, Floride, États-Unis) est un joueur d'arrêt-court et de deuxième but qui a évolué dans les Ligues majeures de baseball de 2001 à 2010.
Il a participé deux fois au match des étoiles et a remporté la Série mondiale avec deux équipes différentes, les Angels d'Anaheim en 2002 et les Cardinals de Saint-Louis en 2006. Il est nommé joueur par excellence de la Série mondiale 2006 avec les Cardinals.

## Angels d'Anaheim
David Eckstein est un choix de 19e ronde des Red Sox de Boston en 1997. Il ne porte pas les couleurs de cette équipe, étant réclamé au ballottage par les Angels d'Anaheim en 2000. Eckstein fait ses débuts dans les majeures le 3 avril 2001 pour les Angels. À sa saison recrue, il maintient une moyenne au bâton de ,285 avec 41 points produits en 153 parties. Il termine 4e au vote du meilleur joueur de première année dans la Ligue américaine.
En 2002, Eckstein frappe pour ,293 avec un sommet personnel de 63 points produits en saison régulière, puis aide Anaheim à remporter la Série mondiale sur les Giants de San Francisco. Il frappe dans une moyenne de ,310 avec neuf coups sûrs et trois points produits en série finale.
En 2001 et 2002, il domine la Ligue américaine avec 16 et 14 ballons-sacrifices respectivement. Il mène l'Américaine en 2001 et toutes les Ligues majeures en 2002 en étant atteint par un lancer à 21, puis 27 reprises.

## Cardinals de Saint-Louis
En 2005, il se joint comme agent libre aux Cardinals de Saint-Louis. À sa première saison avec eux, il réussit un record personnel de 185 coups sûrs, frappe dans une moyenne au bâton de ,294 et produit 61 points. Il est voté joueur d'arrêt-court partant de l'équipe de la Ligue nationale au match des étoiles, auquel il participe pour la première fois.

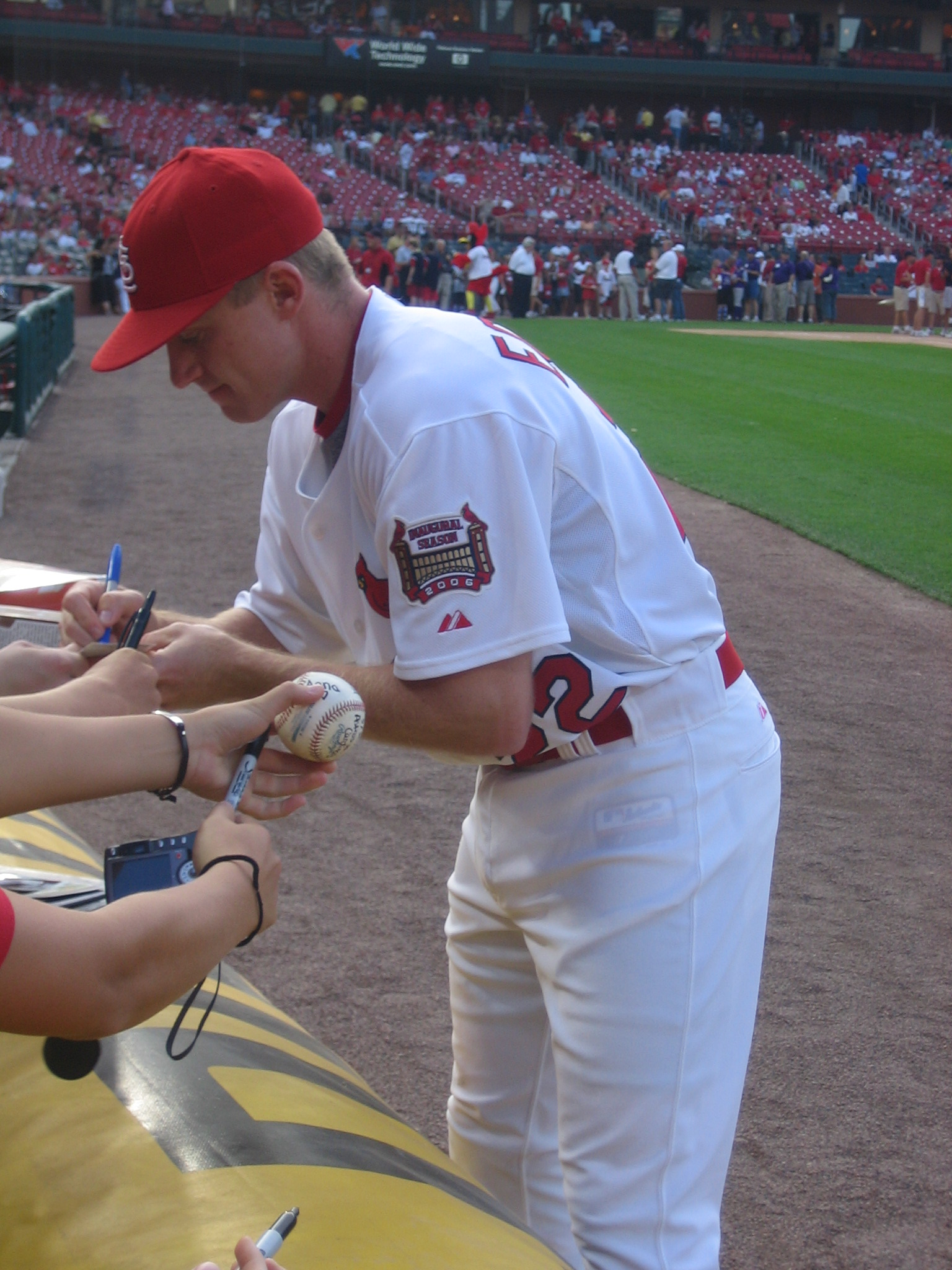
David Eckstein, des Cardinals, signe des autographes en 2006.

En 2006, il est invité à la partie d'étoiles pour la seconde fois, cette fois comme joueur réserviste, et remporte la Série mondiale avec une seconde équipe, alors que les Cardinals défont les Tigers de Detroit en grande finale. Après des résultats offensifs modestes au cours des deux premières rondes éliminatoires, Eckstein frappe pour ,364 avec huit coups sûrs et quatre points produits lors des cinq parties contre Detroit. Il est élu joueur par excellence de la Série mondiale.

## Toronto et Arizona
Il se joint aux Blue Jays de Toronto à titre d'agent libre avant la saison 2008 mais est échangé en cours de saison aux Diamondbacks de l'Arizona contre le lanceur Chad Beck.

## Padres de San Diego
Depuis la saison 2009, David Eckstein joue pour les Padres de San Diego. Ces derniers en ont fait un joueur de deuxième but.

## Vie personnelle
David Eckstein est marié à l'actrice américaine Ashley Drane Eckstein, vedette de Star Wars: The Clone Wars.
Le frère de David, Rick Eckstein est instructeur dans les Ligues majeures et avec l'équipe des États-Unis de baseball.